# Vilablareix
Vilablareix település Spanyolországban, Girona tartományban. Vilablareix Girona, Aiguaviva, Salt, Fornells de la Selva és Bescanó községekkel határos. Lakosainak száma 3772 fő (2024).

## Népesség
A település népessége az elmúlt években az alábbi módon változott:
| Lakosok száma | 155  | 379  | 402  | 424  | 896  | 2146 | 2283 | 2529 | 2897 | 3772 |
|               | 1717 | 1887 | 1936 | 1960 | 1986 | 2004 | 2009 | 2014 | 2019 | 2024 |